# AXA Belgian Masters
De AXA Belgian Masters is een Belgisch tennistoernooi. Op dit exhibitietoernooi strijden de beste zes mannelijke tennissers van België onderling tegen elkaar. Het toernooi werd in 2006 voor het eerst georganiseerd door Dick Norman. Het wordt gehouden in de Topsporthal Vlaanderen te Gent.
De volgende spelers namen reeds deel:
- Olivier Rochus (2006, 2007)
- Christophe Rochus (2006, 2007, 2008)
- Xavier Malisse (2006, 2007, 2008)
- Dick Norman (2006, 2007, 2008)
- Kristof Vliegen (2006, 2007, 2008)
- Niels Desein (2006)
- Steve Darcis (2007, 2008)
- Jeroen Masson (2008)

Van de deelnemers is Steve Darcis de hoogstgenoteerde Belg. 

## Winnaars
- 2006 - Xavier Malisse
- 2007 - Olivier Rochus
- 2008 - Xavier Malisse
- 2009 - Dick Norman